# 한수인
한수인(韓守仁, 1984년 4월 11일 ~ )은 대한민국의 배우 및 리포터이다.
부천대학에서 경영학을 전공했으며 소속사는 예당엔터테인먼트이다.
2008년 7월 26일까지 연예가중계 출연 6개월 만에 하차했다.

### 방송
- KBS2 《연예가 중계》